# Chaetorhynchus papuensis
Il drongo papua o drongo pigmeo (Chaetorhynchus papuensis A.B.Meyer, 1874) è un uccello della famiglia Rhipiduridae, endemico della Nuova Guinea. È l'unica specie nota del genere Chaetorhynchus.